# Hội đồng Nhà nước Cộng hòa Dân chủ Đức 1960–1963
Hội đồng Nhà nước Cộng hòa Dân chủ Đức 1960–1963 (tiếng Đức: Staatsrat der DDR 1960-1963) còn được gọi Hội đồng Nhà nước Đại hội Nhân dân khóa III (tiếng Đức: III. Staatsrat Volkskammer). Hội đồng được Đại hội Nhân dân bầu ngày 12/9/1960.
Hội đồng có nhiệm kỳ đến ngày 13/11/1963 khi Đại hội Nhân dân bầu ra Hội đồng Nhà nước mới

## Thành viên
| - Đảng Xã hội Chủ nghĩa Thống nhất Đức (SED) - Đảng Dân chủ Tự do Đức (LDPD) - Liên minh Dân chủ Cơ đốc giáo Đức (CDU) | - Đảng Dân chủ Quốc gia Đức (NDPD) - Đảng Nông dân Dân chủ Đức (DBD) |

| STT                                                          | Tên | Tên                              | Chức vụ kiêm nhiệm | Nhiệm kỳ       | Ghi chú khác           |
| ------------------------------------------------------------ | --- | -------------------------------- | --- | -------------- | ---------------------- |
| Chủ tịch Hội đồng Nhà nước Vorsitzender des Staatsrats       |     |                                  | |                |                        |
| 1                                                            |     | Walter Ulbricht (1893-1973)      | Bí thư thứ nhất Trung ương SED; Chủ tịch Hội đồng Quốc phòng                                                                            | 9/1960-11/1963 |                        |
| Phó Chủ tịch Hội đồng Nhà nước Stellvertreter des Staatsrats |     |                                  | |                |                        |
| 2                                                            |     | Otto Grotewohl (1894-1964)       | Chủ tịch Hội đồng Bộ trưởng; Ủy viên Hội đồng Quốc phòng                                                                                | 9/1960-11/1963 |                        |
| 3                                                            |     | Johannes Dieckmann (1893-1969)   | Chủ tịch Đại hội Nhân dân; Phó Chủ tịch Trung ương LPDP                                                                                 | 9/1960-11/1963 |                        |
| 4                                                            |     | Gerald Götting (1923-2015)       | Phó Chủ tịch Ủy ban Quốc phòng Đại hội Nhân dân (1963); Phó Chủ tịch Trung ương CDU                                                     | 9/1960-11/1963 |                        |
| 5                                                            |     | Heinrich Homann (1911-1994)      | Phó Chủ tịch Ủy ban Quốc phòng Đại hội Nhân dân (1963); Phó Chủ tịch Trung ương NDPD; Ủy viên Đoàn Chủ tịch Mặt trận Toàn quốc CHDC Đức | 9/1960-11/1963 |                        |
| 6                                                            |     | Manfred Gerlach (1928-2011)      | Phó Chủ tịch Ủy ban Quốc phòng Đại hội Nhân dân (1963); Tổng Bí thư LDPD                                                                | 9/1960-11/1963 |                        |
| 7                                                            |     | Hans Rietz (1914-1996)           | Ủy viên Trung ương DBD | 9/1960-11/1963 |                        |
| Ủy viên Hội đồng Nhà nước Mitglieder des Staatsrats          |     |                                  | |                |                        |
| 8                                                            |     | Günter Christoph (1933-2019)     | Ủy viên Trung ương Đoàn Thanh niên Tự do Đức (FDJ)                                                                                      | 9/1960-11/1963 |                        |
| 9                                                            |     | Erich Correns (1896-1981)        | Chủ tịch Mặt trận Toàn quốc CHDC Đức | 9/1960-11/1963 |                        |
| 10                                                           |     | Friedrich Ebert (1894-1979)      | Ủy viên Bộ Chính trị SED; Thị trưởng Thành phố Đông Berlin                                                                              | 9/1960-11/1963 |                        |
| 11                                                           |     | Luise Ermisch (1916-2001)        | Ủy viên Dự khuyết Bộ Chính trị SED | 9/1960-11/1963 | nữ                     |
| 12                                                           |     | Erich Grützner (1910-2001)       | Ủy viên Ủy ban Ngân sách và Tài chính Đại hội Nhân dân                                                                                  | 9/1960-11/1963 |                        |
| 13                                                           |     | Friedrich Kind (1928-2000)       | Chủ tịch Tỉnh ủy CDU ở Potsdam | 9/1960-11/1963 |                        |
| 14                                                           |     | Bernard Koenen (1889-1964)       | Ủy viên Trung ương Đảng SED | 9/1960-11/1963 |                        |
| 15                                                           |     | Otto Krauss (1884-1971)          | | 9/1960-11/1963 |                        |
| 16                                                           |     | Bruno Leuschner (1910-1965)      | Ủy viên Bộ Chính trị SED; Phó Chủ tịch Hội đồng Bộ trưởng; Ủy viên Hội đồng Quốc phòng                                                  | 9/1960-11/1963 |                        |
| 17                                                           |     | Karl Mewis (1907-1987)           | Ủy viên dự khuyết Bộ Chính trị SED; Chủ tịch Ủy ban Kế hoạch Nhà nước (1961-1963); Bí thư thứ nhất Tỉnh ủy Rostock (1960-1961)          | 9/1960-11/1963 |                        |
| 18                                                           |     | Irmgard Neumann (1925-1989)      | Ủy viên Đoàn Chủ tịch Hội Liên hiệp Phụ nữ Dân chủ Đức                                                                                  | 9/1960-11/1963 | nữ                     |
| 19                                                           |     | Karl Polak (1905-1963)           | | 9/1960-10/1963 | Mất khi đang tại nhiệm |
| 20                                                           |     | Karl Rieke (1929-2018)           | | 9/1960-11/1963 |                        |
| 21                                                           |     | Hans Rodenberg (1895-1978)       | Thứ trưởng Bộ Văn hóa | 9/1960-11/1963 |                        |
| 22                                                           |     | Horst Schumann (1923-1993)       | Ủy viên Trung ương SED | 9/1960-11/1963 |                        |
| 23                                                           |     | Peter Adolf Thiessen (1899-1990) | | 9/1960-11/1963 |                        |
| Thư ký Hội đồng Nhà nước Sekretär des Staatsrats             |     |                                  | |                |                        |
| 24                                                           |     | Otto Gotsche (1904-1985)         | | 9/1960-11/1963 |                        |